# Doppelmayr

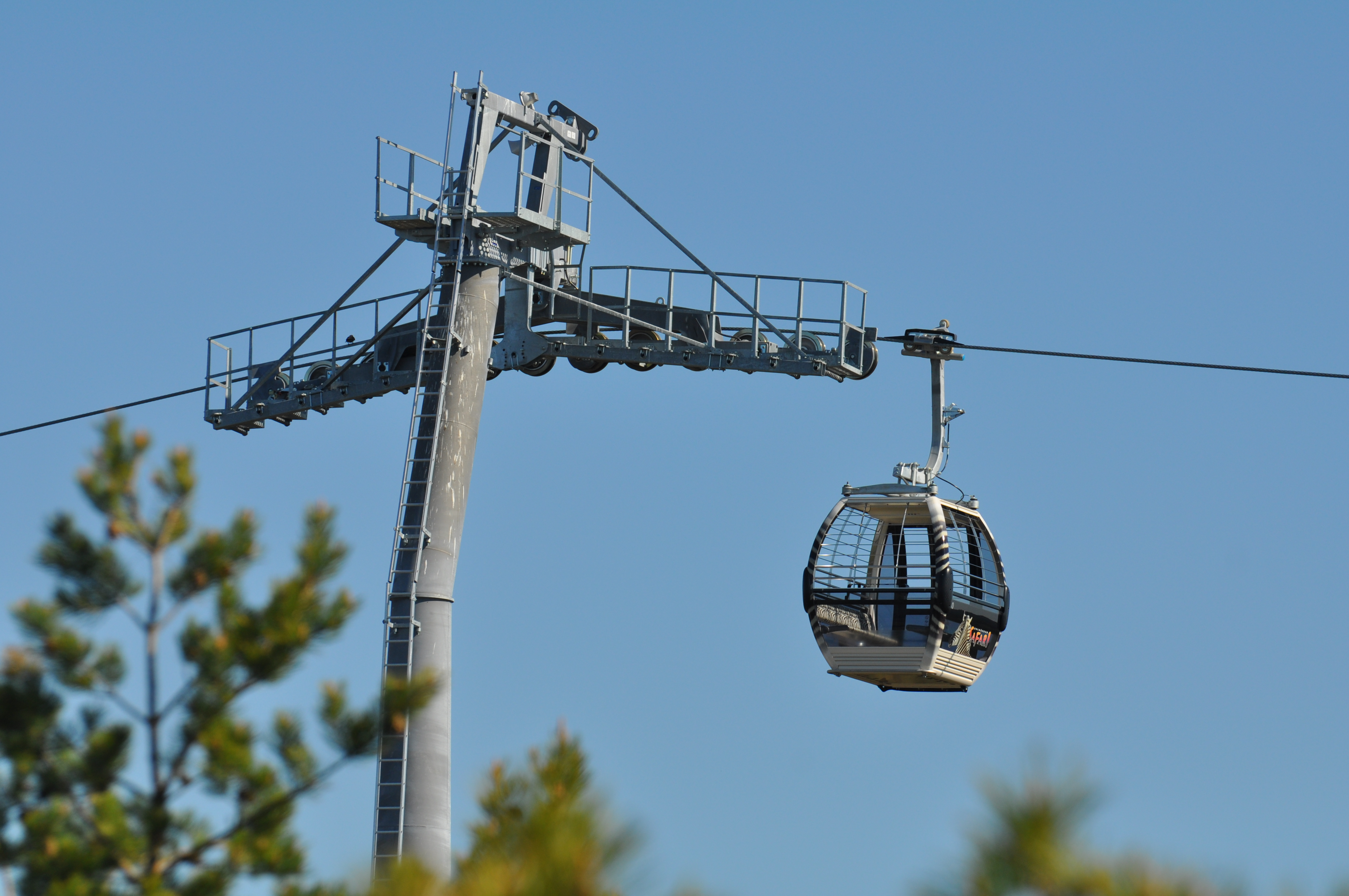
Kolmårdens världsunika Safaribana öppnade 2011 och har byggts av Doppelmayr.

Doppelmayr är en tillverkare av olika liftsystem, såsom gondolliftar, stolliftar och släpliftar.
Doppelmayr Garaventa Group som företaget egentligen heter grundades 1892 och har sin bas i Wolfurt, Vorarlberg, Österrike. År 1996 tog företaget över Von Roll Seilbahnen AG och 2002 slogs det ihop med Garaventa AG från Schweiz. Företaget hade 2006/2007 cirka 2500 anställda och en omsättning på 660 miljoner euro.
Doppelmayr är en av de ledande tillverkarna av liftar, med liftar i hela Europa, men även Asien och USA.